# Drumheller
Drumheller est une ville de la vallée de La Biche dans les badlands du centre-est de la province de l'Alberta, au Canada. Elle est située à 110 kilomètres au nord de Calgary.
La ville tient son nom de Samuel Drumheller, un propriétaire terrien et mineur local. L'industrie minière fut le principal facteur du développement de la ville, devenu notable plus récemment pour l'accueil de productions audiovisuelles.

## Démographie
| 2001  | 2006  | 2011  | 2016  |
| ----- | ----- | ----- | ----- |
| 7 785 | 7 932 | 8 029 | 7 982 |

## Attractions
Parmi les attractions touristiques locales se trouvent le Royal Tyrrell Museum of Palaeontology (Musée royal Tyrrell de paléontologie), présentant la plus grande collection de fossiles de dinosaures du Canada.

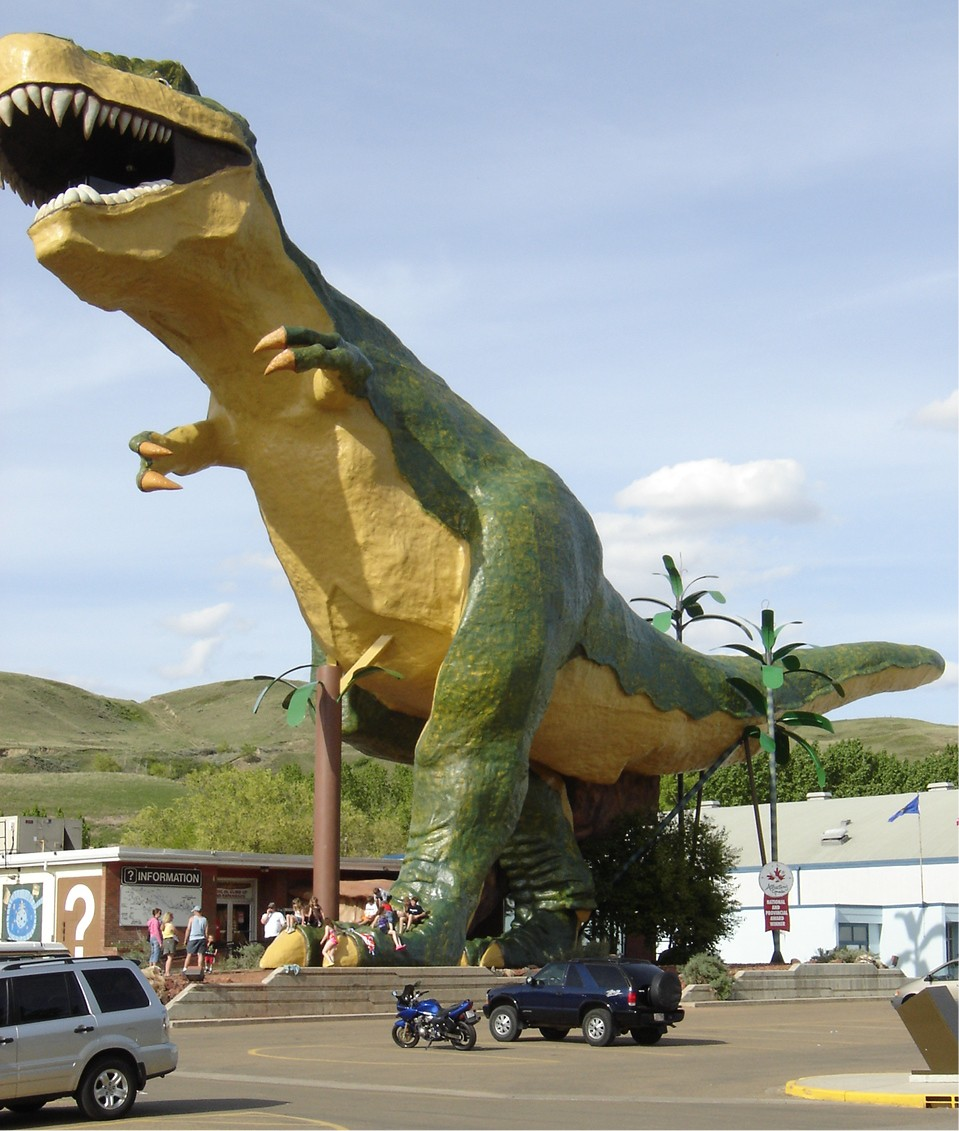
World's Largest Dinosaur, sculpture à Drumheller, représentant un Tyrannosaurus rex.

Au sud de Drumheller en suivant la route n°10 se trouvent les « hoodos », des rochers aux formes étonnantes dues à l'érosion. On peut visiter un hoodos trail aménagé avec un parking et des passerelles gratuits.